# Quai du Lot
Quai du Lot (nábřeží Lotu) je nábřeží v Paříži. Nachází se v 19. obvodu. Nábřeží je pojmenováno podle francouzské řeky Lot.

## Poloha
Nábřeží vede po levém, západním břehu kanálu Saint-Denis. Začíná na křižovatce s Boulevardem Macdonald, kde proti proudu navazuje Quai de la Gironde, a končí na území města Aubervilliers, kde na něj navazuje ulice Chemin Latéral au Canal.